# Prodidomus margala
Espèce
Prodidomus margala est une espèce d'araignées aranéomorphes de la famille des Prodidomidae.

## Distribution
Cette espèce est endémique du Pendjab en Pakistan. Elle se rencontre vers Taxila.

## Description
La femelle holotype mesure 3,78 mm.

## Systématique et taxinomie
Cette espèce a été décrite par Platnick en 1976.

## Étymologie
Son nom d'espèce lui a été donné en référence au lieu de sa découverte, le col de Margala.

## Publication originale
- Platnick, 1976 : « On Asian Prodidomus (Araneae, Gnaphosidae). » Acta Arachnologica, vol. 27, no 1, p. 37-42.